# Andrés Ojeda
Andrés Ojeda Spitz (Montevideo, 5 gennaio 1984) è un avvocato e politico uruguaiano, candidato alla presidenza dell'Uruguay per il Partito Colorado alle elezioni generali del 2024.
Laureato in giurisprudenza e specializzato in diritto penale, ha acquisito notorietà mediatica per aver seguito casi di rilevanza pubblica ed essere stato editorialista giuridico nel quotidiano El País e in diversi programmi televisivi.

## Biografia

### Infanzia e gioventù
Ojeda è nato a Montevideo, da Luis Enrique Ojeda e Patricia Spitz. La sua famiglia è di origine spagnola, irlandese e tedesca, e ha una sorella, Fernanda. Ha studiato presso la scuola La Mennais e, durante la sua infanzia e adolescenza, è stato scout. In seguito citerà i valori dello scautismo come una delle sue fonti di ispirazione.
Nel 2002 ha iniziato a studiare giurisprudenza presso la Facoltà di Giurisprudenza dell'Università della Repubblica e, dopo la laurea nel 2011, si è specializzato in diritto penale. Ha conseguito un master in diritto penale economico presso l'Università di Montevideo, una laurea in contenzioso penale orale presso il Washington College of Law dell'American University e un master in diritto penale presso l'Università Austral di Buenos Aires.

### Carriera professionale e mediatica
Mentre era ancora al college, Andrés Ojeda iniziò a lavorare come assistente in uno studio legale a Montevideo e, dopo la laurea, come avvocato junior. Successivamente, ha lavorato nell'ufficio legale di una compagnia di assicurazioni. Attualmente gestisce il proprio studio legale, "Andrés Ojeda Abogados", che è stato valutato "eccellente" nella categoria risoluzione delle controversie relative alla criminalità dei colletti bianchi dalla società di consulenza con sede a Parigi, Leaders League.
Nel 2015, Ojeda ha ricoperto il ruolo di avvocato difensore per il noto ex guerrigliero e disertore dei Tupamaro Héctor Amodio Pérez, aumentando la sua visibilità pubblica. Da quel momento, ha acquisito una forte presenza mediatica in Uruguay, venendo frequentemente invitato in programmi radiofonici e televisivi per analisi legali. È entrato a far parte della televisione come editorialista giuridico nel telegiornale serale su Canal 4 e nel programma mattutino "Buen día Uruguay", dove ha presentato una rubrica settimanale sul diritto penale, analizzando casi reali.
Oltre al suo lavoro in televisione e radio, Ojeda scrive una rubrica giuridica per il quotidiano El País. Nel 2020, è diventato avvocato presso il Sindacato di Polizia di Montevideo (Sifpom).

### Carriera politica
Nel 2002, mentre studiava all'università, Ojeda si unì al Partito Colorado, uno dei principali partiti politici dell'Uruguay. Secondo quanto affermato da Ojeda, la sua decisione di entrare in politica fu influenzata dalla sua iscrizione al sindacato studentesco Foro Universitario, di ideologia batlista, che organizzò un evento con relatore l'ex presidente Julio María Sanguinetti.
Nelle elezioni generali del 2004, Ojeda condusse una campagna a sostegno della candidatura di Guillermo Stirling. Nel 2009, durante le primarie del Partito Colorado, ha sostenuto Luis Hierro López, che fu sconfitto da Pedro Bordaberry, candidato alle elezioni generali. Nel 2010, Ojeda fu eletto membro della legislatura della capitale Montevideo, dove servì per un periodo di cinque anni (2010-2015).
Nel 2019, Ojeda condusse una campagna a sostegno della precandidatura dell'ex presidente Julio María Sanguinetti e, in vista delle elezioni generali, si unì al candidato Ernesto Talvi come consigliere per la sicurezza.